# 5-над-1

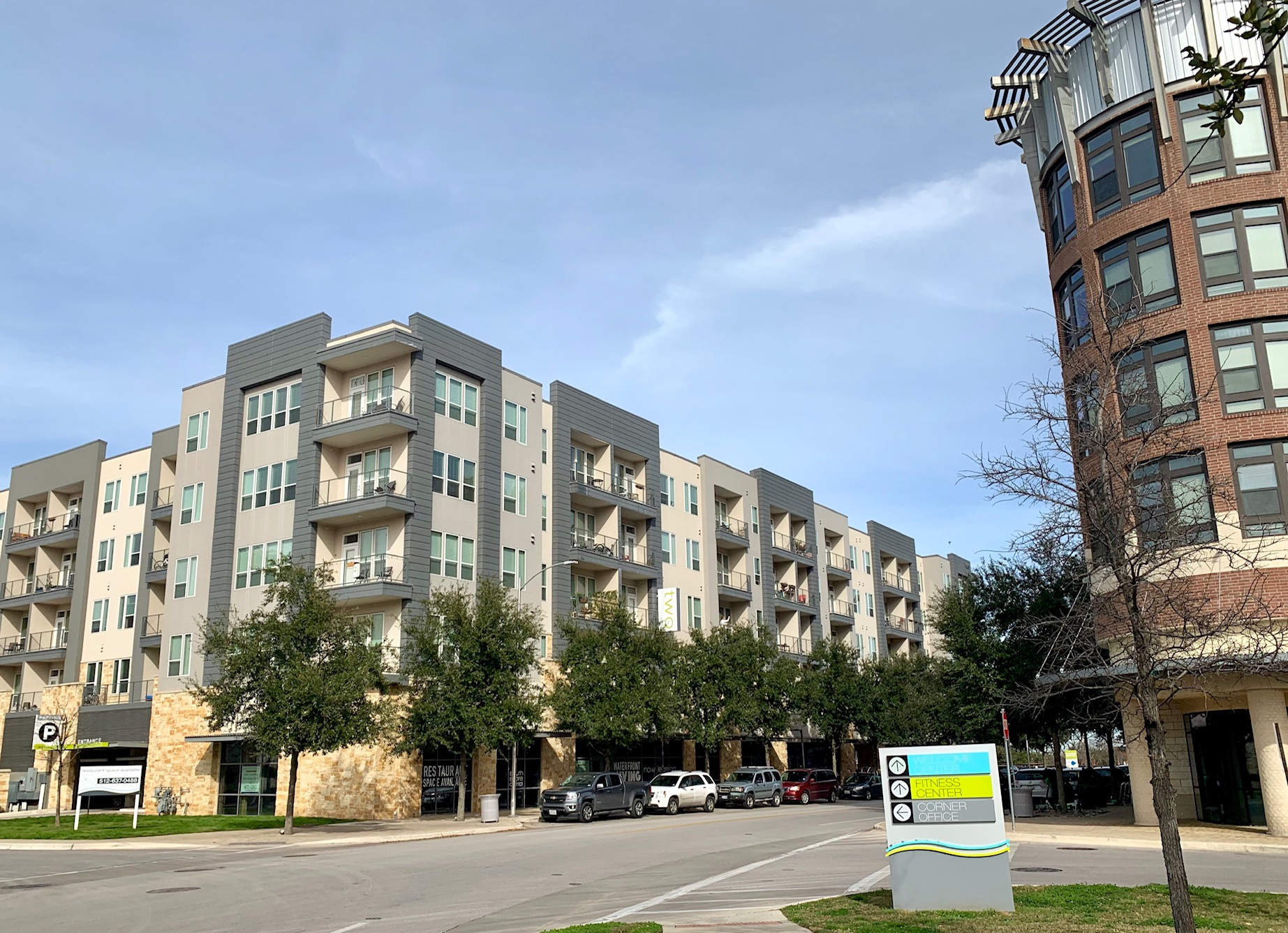
Многоквартирные дома типа «5-над-1» в Остине, штат Техас

5-над-1 (англ. 5-over-1), также известный как «один плюс пять» (англ. one-plus-five) или «здание на подиуме» (англ. podium building), — тип многоквартирного жилого дома, обычно встречающийся в городских районах Северной Америки. Среднеэтажные здания обычно строятся из четырёх или пяти деревянных каркасных этажей над бетонным подиумом, который обычно отведён для розничной торговли или бытовых помещений. Название происходит от максимально допустимого количества в пять этажей горючих конструкций (тип III или тип V) над огнестойким одно- или двухэтажным подиумом типа I, как определено в разделе 510.2 Международного строительного кодекса США (IBC). Некоторые источники приписывают это название деревянному каркасу верхней конструкции; в IBC «тип V» используется для обозначения неогнестойких конструкций, включая конструкции с каркасом из мерных пиломатериалов.
Этот тип зданий возник благодаря работе архитектора Тима Смита в Лос-Анджелесе, который воспользовался изменениями в строительных нормах, позволяющими использовать огнестойкую обработанную древесину (FRTW) для строительства зданий высотой до пяти этажей. Из этого он сделал вывод, что модель «Пять-над-один» позволит существенно снизить стоимость строительства, сделав проект доступного жилья на 100 единиц финансово жизнеспособным.
Тип прижился в Нью-Йорке и других густонаселённых городах американского северо-востока после внесения изменений в редакцию IBC 2000 года, и его популярность резко возросла в 2010-х годах после внесения изменений в IBC 2009 года, которые разрешили строительство до пяти этажей из деревянных конструкций.

## Описание

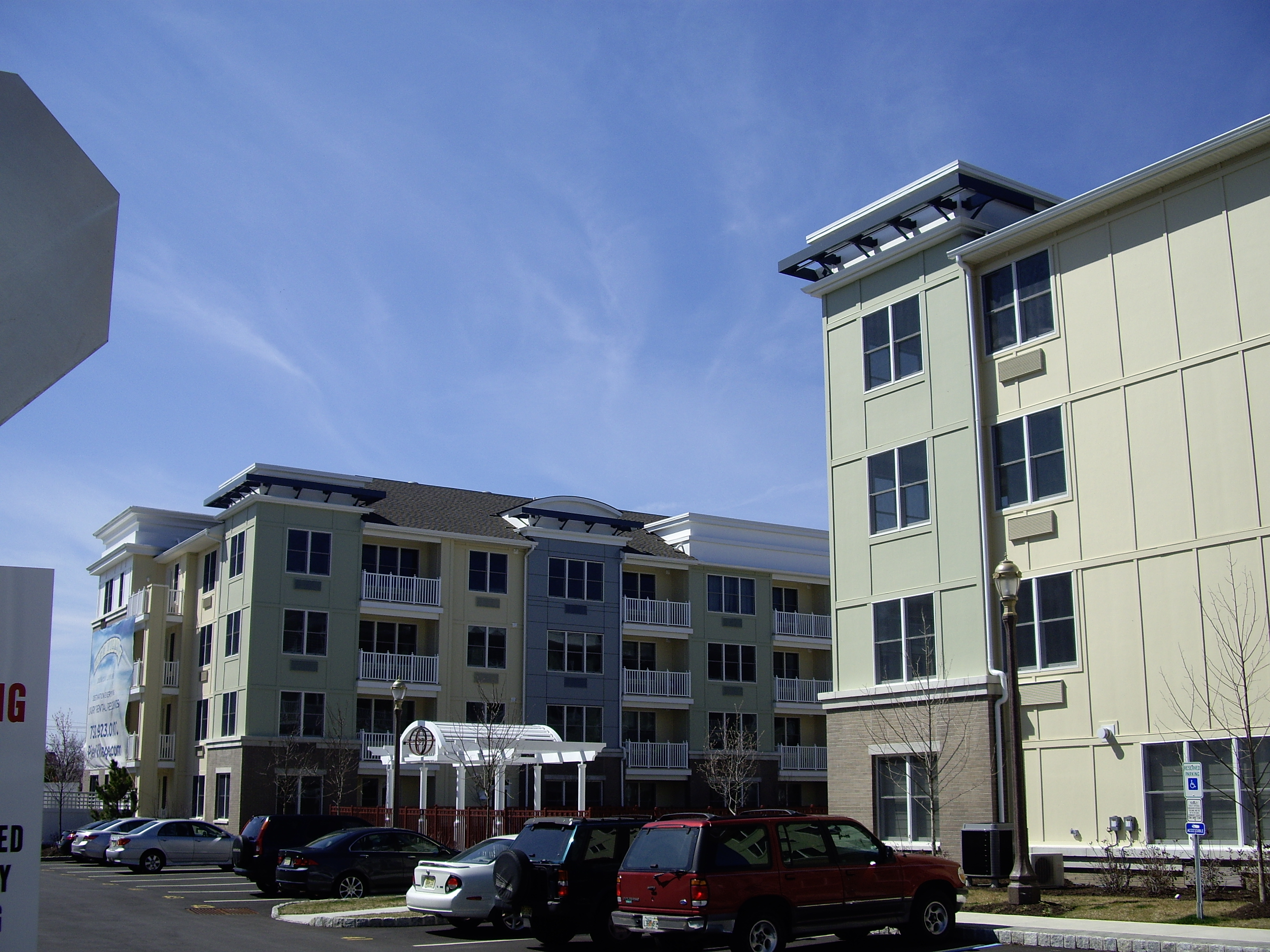
Многоквартирные дома в Лонг-Бранч, штат Нью-Джерси, с тремя деревянными каркасными этажами над бетонным подиумом

Первым задокументированным примером строительства типа «5-над-1» является многоквартирный дом для доступного жилья в Лос-Анджелесе, построенный в 1996 году. Деревянный каркасный стиль 5-над-1 популярен благодаря высокой плотности и относительно низкой стоимости строительства по сравнению со стальными и бетонными зданиями. Здания 5-над-1 часто имеют внутренние коридоры с охраняемым доступом и жилые помещения по обеим сторонам, что позволяет строить здания в форме U, E, C или под прямым углом. Внешняя отделка зданий типа 5-над-1 часто включает плоские окна, вентилируемые фасады и цементно-волокнистые панели.
Эти здания также иногда называют «техасским пончиком» (англ. Texas Doughnut), что означает многоквартирное здание, которое окружает гараж в центре. Этот стиль распространён в районах с повышенными требованиями к минимальной парковке.

## Критика
Здания типа «5-над-1» часто критикуют за высокий риск пожара при строительстве, а также за их безвкусицу. В некоторых городах и юрисдикциях рассматривались дополнительные правила для многоэтажных деревянных строений. После того как в центре города Уолтем, Массачусетс, сгорел дотла строящийся жилой комплекс, городской совет проголосовал 14-0 за то, чтобы обратиться к штату с просьбой пересмотреть строительные нормы для зданий 5-над-1. Собрание боро Эджуотер, Нью-Джерси, представило резолюцию, призывающую штат Нью-Джерси ввести более строгие правила пожарной безопасности для деревянных зданий после крупного пожара, произошедшего в 2015 году в деревянном многоквартирном доме Avalon at Edgewater.
Многоквартирные дома в стиле «5-над-1» также часто негативно ассоциируются с джентрификацией из-за популярности этого стиля в районах, пострадавших от вынужденного переселения, вызванного застройкой. Однако строительство нового жилья с высокой плотностью застройки, например, квартир в стиле «5-над-1», по словам публикаций в Slate и Vox, оказывает положительное влияние на замедление роста стоимости жилья и переселения населения.